# Steel Vengeance
Steel Vengeance is een stalen hybride achtbaan in attractiepark Cedar Point in de Amerikaanse staat Ohio, gebouwd door Rocky Mountain Construction. De achtbaan is het resultaat van een ingrijpende renovatie van de voormalige achtbaan Mean Streak, waarbij de houten baandelen vervangen werden door staal en elementen toegevoegd werden, zoals inversies. De opening vond plaats op 5 mei 2018.

## Geschiedenis
In 2016 kondigde Cedar Point de sluiting van Mean Streak aan, wat geruchten veroorzaakte over een renovatie door Rocky Mountain Construction. In 2017 werden teaservideo's uitgebracht die wezen op een transformatie. Op 16 augustus 2017 kondigde Cedar Point officieel Steel Vengeance aan, de vernieuwde versie van de attractie, en onthulde dat er een virtuele recreatie beschikbaar zou zijn in Planet Coaster.
Steel Vengeance opende voor het publiek op 5 mei 2018, maar een kleine botsing tussen twee treinen zorgde ervoor dat de achtbaan het grootste deel van de dag gesloten bleef. De attractie heropende met één trein terwijl RMC het probleem onderzocht en aanpassingen maakte. Op sommige ochtenden werd de baan gesloten voor reparaties. Op 1 juni 2018 reed de achtbaan weer met twee treinen. 
Na een incident op Twisted Timbers in Kings Dominion, waarbij een telefoon een rijder in het gezicht raakte, voerde Cedar Point in augustus 2018 tijdelijk een verbod op mobiele telefoons in bij het betreden van de rij. Het verbod werd het volgende seizoen opgeheven nadat rittreinen werden uitgerust met ritszakjes om losse voorwerpen veilig op te bergen. Metaaldetectoren werden geplaatst om ervoor te zorgen dat alle losse items in deze zakjes werden geplaatst. De zakjes werden in 2020 verwijderd na de COVID-19 pandemie, en het eerdere verbod werd opnieuw ingevoerd.

## Kenmerken

### Ritverloop
Na vertrek maakt de trein een bocht naar rechts, gaat over twee kleine heuvels en klimt de 62 meter hoge liftheuvel op. Vervolgens daalt de trein 61 meter met een hoek van 90 graden en bereikt een snelheid van 119 km/u. De rit gaat verder met airtime-heuvels, overbanked bochten, en vier inversies, waaronder zero-g rolls en een zero-g stall. De trein passeert meerdere keren onder de liftheuvel door en doorloopt dubbele opwaartse elementen en snelle bochten. De finale bestaat uit vijf kleine airtime-heuvels voordat de trein tot stilstand komt na een rit van ongeveer 2,5 minuten.

### Wereldrecords
Steel Vengeance brak bij de opening tien wereldrecords, waarvan sommige inmiddels zijn overtroffen.
Voormalige records:
- Hoogste hybride achtbaan
- Snelste hybride achtbaan (119 km/u)
- Steilste afdaling op een hybride achtbaan (90 graden)
- Langste afdaling op een hybride achtbaan (61 meter)
- Meeste inversies op een hybride achtbaan (4)

Huidige records:
- Langste hybride achtbaan (1.750 meter)
- Snelste airtime heuvel op een hybride achtbaan (119 km/u)
- Meeste airtime op een hybride achtbaan (27,2 seconden)
- Meeste airtime op welke achtbaan dan ook (27,2 seconden)
- Eerste "hyper-hybride" achtbaan

## Ontvangst
Steel Vengeance heeft veel lof ontvangen van achtbaanliefhebbers; het ontving de Golden Ticket Award voor Beste Nieuwe Attractie in 2018 en is sindsdien elk jaar gerangschikt onder de top 50 stalen achtbanen.